# Моральный вред
Моральный вред  —  физические или нравственные страдания, испытываемые лицом при нарушении его личных неимущественных или иных нематериальных благ.

## Понятие морального вреда в Российском законодательстве

### Нормативные акты
Ст. 151 Гражданский кодекс Российской Федерации под моральным вредом понимает физические или нравственные страдания, которые могут быть причинены гражданину нарушением его прав.

Если гражданину причинен моральный вред (физические или нравственные страдания) действиями, нарушающими его личные неимущественные права либо посягающими на принадлежащие гражданину другие нематериальные блага, а также в других случаях, предусмотренных законом, суд может возложить на нарушителя обязанность денежной компенсации указанного вреда.
При определении размеров компенсации морального вреда суд принимает во внимание степень вины нарушителя и иные заслуживающие внимания обстоятельства. Суд должен также учитывать степень физических и нравственных страданий, связанных с индивидуальными особенностями лица, которому причинен вред.

### Судебная практика
п. 2 Постановления Пленума Верховного Суда РФ от 20.12.1994 № 10 «Некоторые вопросы применения законодательства о компенсации морального вреда».

Под моральным вредом понимаются нравственные или физические страдания, причиненные действиями (бездействием), посягающими на принадлежащие гражданину от рождения или в силу закона нематериальные блага, или нарушающими его личные неимущественные права либо нарушающими имущественные права гражданина.

Сумма компенсации морального вреда определяется судом. На практике в исковом заявлении к ответчику истец сам указывает сумму морального вреда, которую хочет взыскать, а также все обстоятельства дела. Ответчик выражает своё отношение, выдвигая и обосновывая возражения, также он может сделать своё предложение о размере компенсации. Суд, выслушав обе стороны процесса, комплексно оценивает представленные в суде доказательства, оценивает и принимает решение, которое соответствующим образом мотивирует.
Проблема компенсации морального вреда, в особенности определения размера возмещения в денежной форме, влечёт большие трудности в судах. Размер возмещения морального вреда должен быть законным и обоснованным, это обязывает делать суды статья 195 Гражданского процессуального Кодекса. Для выполнения этого требования статья 198 устанавливает, в мотивировочной части решения суда должны быть указаны обстоятельства дела, установленные судом; доказательства, на которых основаны выводы суда об этих обстоятельствах; доводы, по которым суд отвергает те или иные доказательства; законы, которыми руководствовался суд. Иными словами, суд должен разъяснить своё решение.

## Виды морального вреда
Общее понятие «моральный вред» представлено двумя видами страданий – физическими и нравственными. Страдания - это чувства, эмоции человека в виде отрицательных переживаний, возникающих под воздействием травмирующих его психику событий, глубоко затрагивающие его личностные структуры, настроение, самочувствие и здоровье.
Под нравственными страданиями и переживаниями человека следует понимать испытываемые им чувства унижения, раздражения, подавленности, стыда, гнева, ущербности, отчаяния, и многие другие. Эти чувства могут быть вызваны: незаконным ограничением или лишением свободы, либо права свободного передвижения; раскрытия личной, семейной или врачебной тайны; распространением сведений, не соответствующих действительности, порочащих честь и достоинство гражданина; нарушением тайны переписки, телефонных или телеграфных сообщений; нарушением авторских прав; утратой родственников; невозможностью продолжать активную общественную жизнь; потерей работы и др.
Физические страдания – это боль, мучения, всегда сопутствующие нанесению телесных повреждений, увечий, истязаний, заражению инфекцией, которые могут быть и результатом пережитых нравственных страданий. Физическое страдание не имеет чётких критериев определения и не может иметь их, поскольку не является, в отличие от травмы, медицинским термином, определяющим вред здоровью. Степень страданий в зависимости от обстоятельств может определяться путём проведения судебных экспертиз: судебно-психологической, судебно-психиатрической и судебно-медицинской и др.
Немецкий юрист Г. Шнайдер, исследуя поведение жертвы насильственного преступления, приходит к выводу, что самый серьёзный вред насильственных преступлений наносится в психическом, социальном и моральном плане. Так, жертва изнасилования, похищения, захвата в качестве заложника может пережить очень тяжёлый психический шок.